# Riu Ridaura
Riu Ridaura är ett vattendrag i Spanien.   Det ligger i regionen Katalonien, i den östra delen av landet, 600 km öster om huvudstaden Madrid.